# Seven de Dubái
El Seven de Dubái es un torneo masculino de selecciones de rugby 7 que se realiza en Emiratos Árabes Unidos. 
Desde 1999 hasta 2007 se jugó en el Dubai Exiles Rugby Ground. A partir del 2008 se trasladó al The Sevens Stadium, construido para albergar la Copa del Mundo de Rugby 7 de 2009.
El torneo es parte del circuito anual de la Serie Mundial de Rugby 7.

## Palmarés
Se consideran sólo competencias masculinas
| Año     | Campeón       | Marcador final | Subcampeón     |
| ------- | ------------- | -------------- | -------------- |
| 1999    | Nueva Zelanda | 38-14          | Fiyi           |
| 2000    | Nueva Zelanda | 34-5           | Fiyi           |
| 2001    | Nueva Zelanda | 45-7           | Sudáfrica      |
| 2002    | Nueva Zelanda | 38-12          | Fiyi           |
| 2003    | Sudáfrica     | 33-26          | Nueva Zelanda  |
| 2004    | Inglaterra    | 26-21          | Fiyi           |
| 2005    | Inglaterra    | 28-26          | Fiyi           |
| 2006    | Sudáfrica     | 31-12          | Nueva Zelanda  |
| 2007    | Nueva Zelanda | 31-21          | Fiyi           |
| 2008    | Sudáfrica     | 19-12          | Inglaterra     |
| 2009    | Nueva Zelanda | 24-12          | Samoa          |
| 2010    | Inglaterra    | 29-21          | Samoa          |
| 2011    | Inglaterra    | 29-12          | Francia        |
| 2012    | Samoa         | 26-15          | Nueva Zelanda  |
| 2013    | Fiyi          | 29-17          | Sudáfrica      |
| 2014    | Sudáfrica     | 33-7           | Australia      |
| 2015    | Fiyi          | 28-17          | Inglaterra     |
| 2016    | Sudáfrica     | 26-14          | Fiyi           |
| 2017    | Sudáfrica     | 24-12          | Nueva Zelanda  |
| 2018    | Nueva Zelanda | 21-5           | Estados Unidos |
| 2019    | Sudáfrica     | 15-0           | Nueva Zelanda  |
| 2021-I  | Sudáfrica     | 42-7           | Estados Unidos |
| 2021-II | Sudáfrica     | 10-7           | Australia      |
| 2022    | Sudáfrica     | 21-5           | Irlanda        |
| 2023    | Sudáfrica     | 12-7           | Argentina      |
| 2024    | Fiyi          | 17-5           | España         |
| 1.      |               |                |                |

## Posiciones
- Número de veces que las selecciones masculinas ocuparon cada posición en todas las ediciones.

| Equipo         | Campeón | 2º puesto |
| -------------- | ------- | --------- |
| Sudáfrica      | 11      | 1         |
| Nueva Zelanda  | 6       | 5         |
| Inglaterra     | 4       | 2         |
| Fiyi           | 3       | 7         |
| Samoa          | 1       | 2         |
| Estados Unidos |         | 2         |
| Australia      |         | 2         |
| Francia        |         | 1         |
| Irlanda        |         | 1         |
| Argentina      |         | 1         |
| España         |         | 1         |